# Gary Glitter

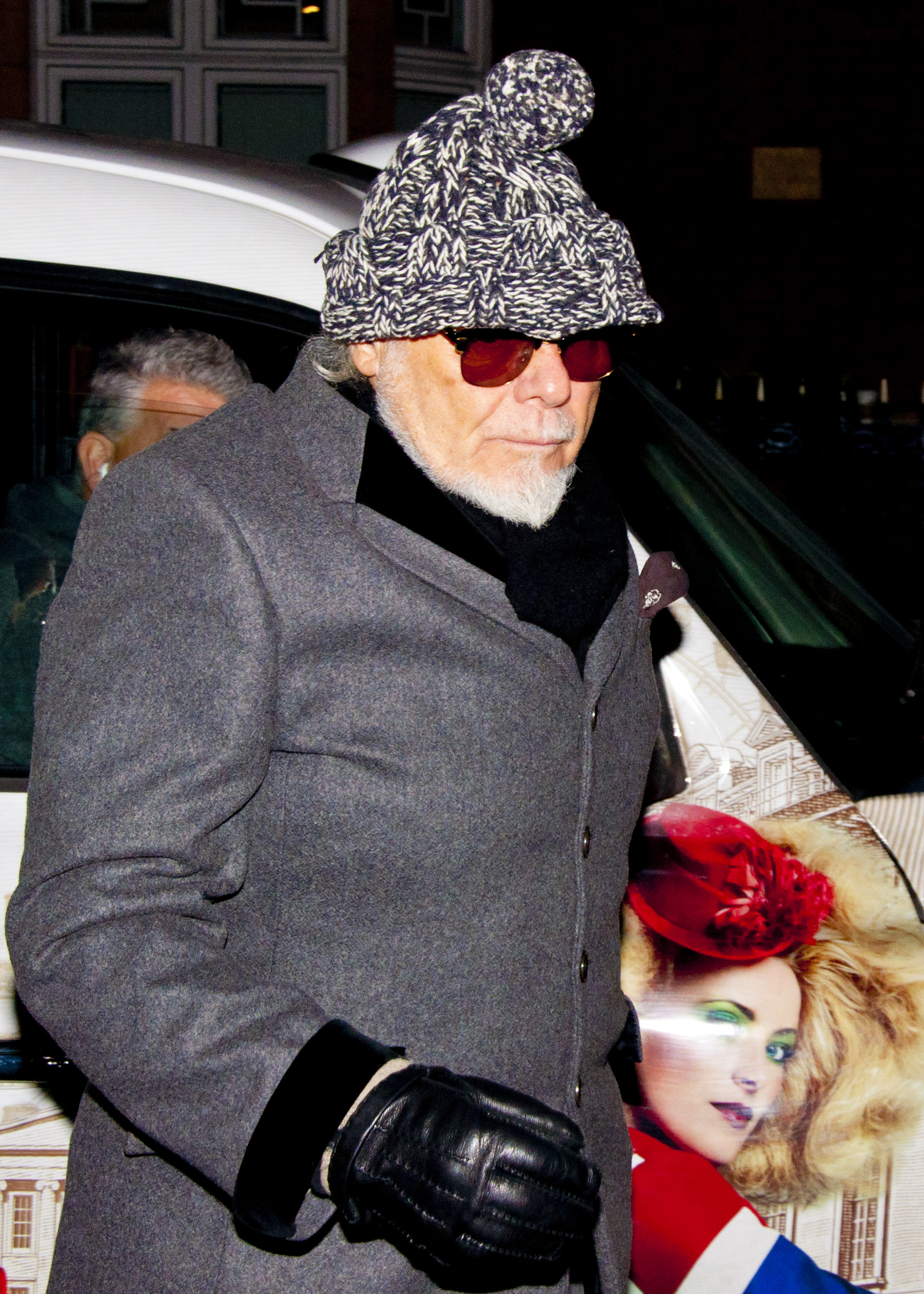
Gary Glitter 2012

Gary Glitter, eg. Paul (Francis) Gadd, född 8 maj 1944 i Banbury, Oxfordshire, är en brittisk artist. Under 1970-talet var han en av de största musikaliska och visuella artisterna inom glamrocken. 

## Karriär
Glitter började sin karriär redan på 1960-talet då han bl.a. medverkade i tv-reklam och släppte några singlar, dock utan något genombrott. 1971 bestämde han sig för att satsa på det då heta fenomenet glamrock. Han spelade in "Rock and Roll", ett jam på 15 minuter som sedan kortades till 6 minuter, uppdelade i två delar ("Part I" och "Part II").Part II blev den som blev mest känd när flera NhlLag började använda den som mållåt & under en tid på 1990-talet så används Låten som mållåt för nästan hela NHL & AHL
Efter en tid blev det en succé 1972 (#2 i hemlandet och topp 10 i USA). Snart följde andra framgångsrika stycken som "I Didn't Know I Loved You (Till I Saw You Rock and Roll)" och "Hello Hello, I'm Back Again".
"I'm the Leader of the Gang (I Am)" blev hans första listetta i Storbritannien 1973, och uppföljaren "I Love You Love Me Love" blev även den etta. Dessa två låtar var också hans enda på svenska Tio i topp. Även 1974 och 1975 blev framgångsrika år med hits som "Always Yours" och "Doing Alright With the Boys". Därefter minskade Glitters musik i popularitet och han fick snart ekonomiska problem och missbrukade alkohol.
Glitter återkom under 1980-talet med låtarna "Dance Me Up" och "Another Rock and Roll Christmas", med vilka han gjorde många liveframträdanden.

## Fängelsestraff
1997 lämnade han in sin dator för reparation. Då teknikerna öppnade den fann man barnpornografiskt material på hårddisken. Hans skivor drogs in, konserter ställdes in och han dömdes till fyra månaders fängelse för innehav av barnpornografi. Efter fängelsevistelsen har han bott på Kuba och i Kambodja, släppt en ny skiva men allmänt hållit en låg profil.
5 mars 2006 dömdes han till tre års fängelse i Vietnam för sexuellt utnyttjande av två vietnamesiska flickor som vid tillfället för de misstänkta övergreppen var 11 respektive 12 år gamla. Straffet kunde ha blivit dödsstraff, men då flickornas familjer dragit tillbaka sina anmälningar efter att ha fått pengar av Glitter reducerades straffet. Glitter frigavs 19 augusti 2008 och utvisades ur landet. Efter att förgäves ha försökt få tillträde till Thailand och Hongkong återvände han till Storbritannien. Han planerar att sammanställa en ny skiva och skriva en bok. 
28 oktober 2012 arresterades Glitter av brittisk polis i samband med utredningen kring BBC-medarbetaren och den misstänkte pedofilen Jimmy Savile. Den 5 februari 2015 befanns Gary Glitter skyldig till bland annat ett våldtäktsförsök mot en åttaårig flicka och för att ha genomfört samlag med en tolvårig flicka. Övergreppen utfördes både i hans hem och bakom kulisserna i samband med uppträdanden på 1970-talet. Han dömdes den 27 februari till 16 års fängelse.
Från 2015 till 2018 satt Glitter på Albany-fängelset.  2018 överfördes han till fängelset The Verne, ett fängelse med lägre säkerhet.  Den 3 februari 2023 provsläpptes han efter att ha avtjänat hälften av sitt straff, men spärrades snart in igen efter att ha brutit mot villkoren för sin frigivning.

## Diskografi
- Glitter (1972)
- Touch Me (1973)
- Remember Me This Way, live! (1974)
- G.G (1975)
- Greatest Hits (1976)
- Silver Star (1978)
- The Leader (1980)
- Boys Will Be Boys (1984)
- Alive & Kicking (1985)
- Gang, Band & Leader .. Live (1988)
- The G.G Party Albun (1989)
- Leader 2 (1991)
- The Hits (1992)
- Ultimate 25 Years (1997)
- Rock N Roll (Hits) (1998)
- ON (2001)